# St. Johannes der Täufer (Donnersdorf)

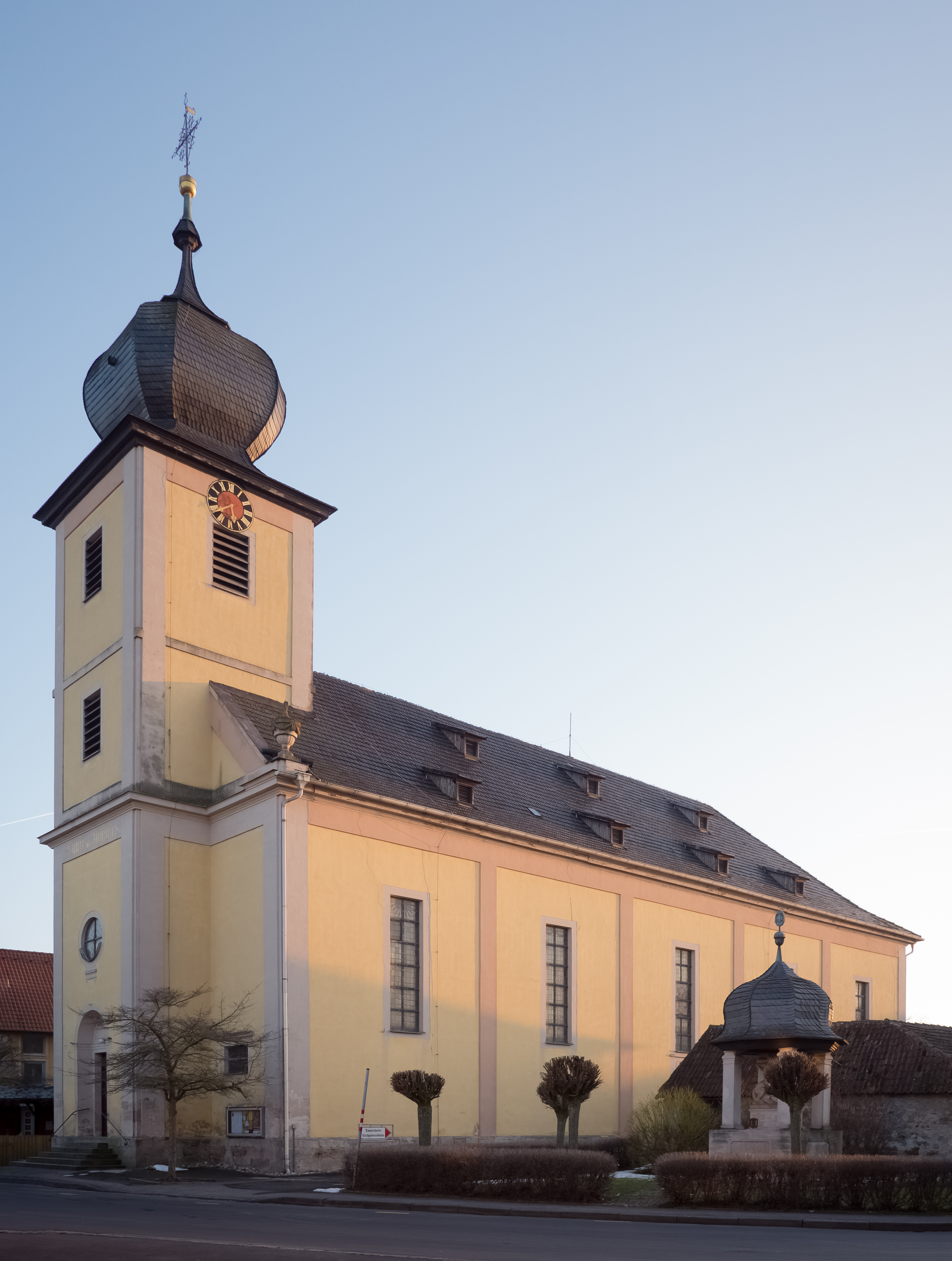
St. Johannes der Täufer (Donnersdorf)

St. Johannes der Täufer ist die römisch-katholische Pfarrkirche in Donnersdorf, einer Gemeinde im unterfränkischen Landkreis Schweinfurt in Bayern. Kirchenpatron ist Johannes der Täufer. Das denkmalgeschützte Bauwerk stammt aus dem Anfang des 19. Jahrhunderts. Die Pfarrei gehört zur Pfarreiengemeinschaft Zu den Frankenaposteln im Maintal im Dekanat Schweinfurt-Süd des Bistums Würzburg.

## Beschreibung
Die von 1808 bis 1811 erbaute klassizistische Saalkirche ist der sechste Kirchenbau in Donnersdorf. Sie hat einen eingestellten, mit einer Zwiebelhaube bedeckten Fassadenturm im Osten des Langhauses, dessen oberstes Geschoss die Turmuhr und den Glockenstuhl beherbergt, und einen rechteckigen Chor in Breite des Langhauses. Die klassizistische Kirchenausstattung, wie die Altäre und die Kanzel, wurden Josef Halbig, dem Vater von Johann Halbig, gefertigt. Die von Thomas Eichfelder 2008 gebaute Orgel mit 24 Registern, 2 Manualen und einem Pedal ersetzte die Orgel mit 20 Registern, 2 Manualen und einem Pedal, die 1937 Franz Heißler gebaut hatte.